# Роман (песня)
«Роман» — песня, написанная Алексеем Романоф и Александром Сахаровым. Спродюсированная Алексеем Романоф, Анной Плетнёвой и Александром Сахаровым, композиция была записана российской поп-группой «Винтаж», для их третьего студийного альбома «Анечка» (2011). «Роман» был выпущен, как первый сингл из альбома в 2010 году. Эксклюзивная премьера песни прошла 11 сентября 2010 года, в эфире радиостанции «Русское радио», а общий релиз на радио состоялся 13 сентября.
Музыкально композиция содержит запоминающийся хук, основанный на рефрене «Рома-Рома-Роман», а в аранжировке проявляются испанские мотивы. Песня достигла 3 места в общем радиочарте СНГ портала Tophit и вошла в десятку радиочартов России и Украины. «Роман» вошёл в список самых скачиваемых цифровых треков в России за первую половину 2011 года, согласно данным компании 2М и Lenta.ru. В 2011 году песня получила награду «Золотой граммофон».

## Предыстория и релиз
Песня стала вторым синглом группы в 2010 году после релиза песни «Микки» и завершения рекламной кампании второго студийного альбома SEX. В интервью «Экспресс газете» Алексей Романоф говорил, что первоначально группа собиралась записать песню с двумя известными певицами, но позже, когда Анна Плетнёва вернулась из отпуска в Швейцарии, она прослушала демозапись и решила, что исполнит её сама. Романоф говорил: «Интуиция Ани вообще для меня очень важна».

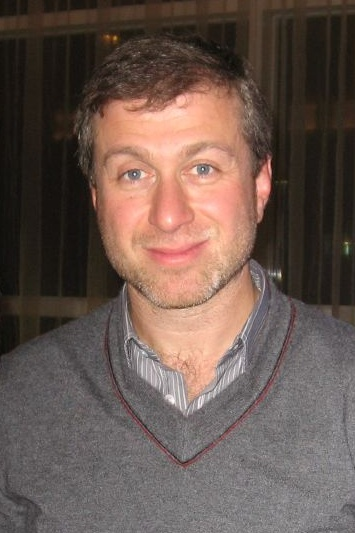
После релиза, спекулировался вопрос, что песня посвящена Роману Абрамовичу.

Релиз композиции на радио состоялся 11 сентября в эфире «Русского радио». В сентябре 2010 года группа также посетила эфир «Русского радио», где участников коллектива спросили: кому посвящена композиция? Вопрос был вызван появлением слухов о том, что песня посвящена Роману Абрамовичу. В итоге участники группы так и не ответили на вопрос: «Кому посвящена эта песня — Роману Абрамовичу или какому-нибудь другому Роману, решать слушателям. „Винтаж“ так и не раскололся, о ком они поют». Тем не менее Анна Плетнёва говорила: «Нам звонил Роман Абрамович, сказал, что мы молодцы».
Уже после релиза видеоклипа к песне, в котором был использован портрет Абрамовича, группе задавали вопрос о том, не является ли песня маркетинговым ходом. На конференции в Екатеринбурге Анна Плетнёва отвечала: «В Барвихе мы живем, в Сан-Тропе мы ездим отдыхать, а работаем в Екатеринбурге. И я от этого безумно счастлива. Поверьте, никакой корысти не было в том, что в клипе появился портрет Абрамовича. Это просто смешно. Мы очень рады, ведь вы же наверняка улыбнулись? Ну должно же быть что-нибудь весёлое в нашем телевидении? Например, сияющий Абрамович». После исполнения композиции на «Big Love Show» 12 февраля 2011 в Москве композиция была издана на сборнике Big Love Show 2011, релиз которого состоялся 29 марта 2011 года.

## Музыка и текст песни
«Роман» — это электро-поп композиция, которая записана в «зажигательной» манере. Песня была написана Алексеем Романоф и Александром Сахаровым (оба являются как авторами музыки, так и слов) и записана группой «Винтаж». Песня была спродюсирована Алексеем Романоф, Александром Сахаровым и Анной Плетнёвой. По мнению Александра Савчкова из Interfax.by, в композиции проявляются испанские мотивы. Согласно нотным листам, изданным на Melodyforever.ru, песня записана в быстром темпе в 120 ударов в минуту, в размере такта в 4/4. Основная гармоническая последовательность композиции, записанной в тональности Си минор, состоит из аккордов: Bm — G — A.
В отношении лирики, песня говорит о любви женщины к некоему Роману. Участники группы отмечали, что «Роман» в песне является «мифическим», вымышленным персонажем. Когда Алексея Романофа спросили о создании песни, он говорил, что акцент в композиции был сделан на припев: «Мы пишем песни так, чтобы их было проще и интересней слушать. Именно поэтому в песне „Роман“ появилось такое словосочетание, как „Рома-Рома-роман“. Вообще, многие просто не слушают, о чём поётся в куплете, для них главное — припев». Позже, участники коллектива говорили, что в композиции они пытались отразить женский взгляд на мужчин, многие из которых так и не смогли повзрослеть и проводили параллели песни с популярным телесериалом «Секс в большом городе». Яков Золотов посчитал, что «Роман» — это «ироничная история о сумасбродной влюблённости, которая всем знакома».

## Реакция критики
Песня была положительно оценена критиками, музыкальными журналистами и программными директорами радиостанций, заняв 8 место в «Экспертном чарте» портала Redstarmusic.ru, за май и июнь 2011 года. Булат Латыпов в журнале «Афиша» положительно отнёсся к песне и писал, что «одной композиции „Роман“ было бы достаточно для обращения всех разумных индивидов планеты в свою веру». На сайте «Карты музыки» предположили, что музыкальная составляющая песни заимствована из хита Леди Гаги «Alejandro». Тем не менее, композиция получила положительную оценку: «…аранжировка настолько адаптирована к нашим музыкальным пристрастиям и менталитету, что великолепный результат не заставил себя долго ждать, а грамотно снятый клип лишь добавил веса синглу, приковав к нему дополнительное внимание».
В своём редакционном списке «100 лучших песен 2010», Muz.ru поместили «Роман» на 93 позицию. В пользовательском рейтинге «Лучшая песня 2010», того же сайта, композиция заняла 14 место. В 2011 году песня получила награду «Золотой граммофон».
Композиция также получила несколько отзывов от известных исполнителей. Участницы группы Serebro во время музыкального тестирования новых песен на радиостанции Love Radio высказали мнение после прослушивания: «Складывается впечатление, что творчество группы „Винтаж“ — это одна большая песня, в которой периодически просто меняются слова. Раз их композиции пользуются успехом, значит, они нашли своё звучание и успешно его эксплуатируют вот уже несколько лет». Рэпер T-killah позитивно отозвался о песне. «Творчество группы „Винтаж“ — всегда стопроцентное попадание в хит-парады. Во многом благодаря Алексею Перепелкину [Романофу], он действительно отличный саунд-продюсер. В песне „Роман“ очень нравятся куплеты, особенно лирика, ну и конечно клип с отличной концовкой», — отмечал исполнитель.

## Коммерческий успех сингла
«Роман» дебютировал на 33 позиции российского радиочарта 19 сентября 2010 года. В итоге песня достигла третьего места в чарте и продержалась на нём три недели, став пятым попаданием группы в первую пятёрку. В московском радиочарте песня достигла 6 места. В чарте цифровых треков сингл дебютировал на 8 месте 3 декабря 2010 года. «Роман» пробыл в Топ-10 шесть недель подряд. Сингл занял 23 место в списке самых продаваемых цифровых треков в России за первую половину 2011 года, по информации компании 2М и Lenta.ru. Согласно данным сайта «Мобильный контент», песня вошла в список самых продаваемых mp3-треков на крупнейших украинских порталах «Киевстар» и DJUICE. «Роман» занял десятое место в списке самых продаваемых треков за 2010 год.

## Музыкальное видео

### Съёмки и релиз
Съёмки клипа состоялись в сентябре 2010 года и проходили в московском клубе «Soho Rooms» в течение 18 часов. Режиссёром видео выступил Владилен Разгулин, снимавший клипы для «Би-2», «Уматурман» и МакSим. В статье о съёмках клипа, вышедшей в «Экспресс газете», говорилось, что новое видео будет «сексуальным и скандальным», так как Анна Плетнёва в нём будет издеваться над связанным мужчиной. Алексей Романоф говорил о сюжете клипа: «В видео Аня играет такую женщину-мечту. Нимфоманку-вампиршу. Не стану раскрывать всех секретов. Скажу только, что действо будет разворачиваться в тайном бункере, куда героиня Ани привезет свою очередную „жертву“. Это будет один из множества мужчин, которые уже побывали в её жизни». Алексею досталась роль «сумасшедшего дворецкого», хотя первоначально предполагалось, что он будет играть священника, но музыкант отказался по религиозным соображениям. Релиз клипа прошёл 23 октября 2010 года, на канале Ello (видеохостинг YouTube).

### Сюжет

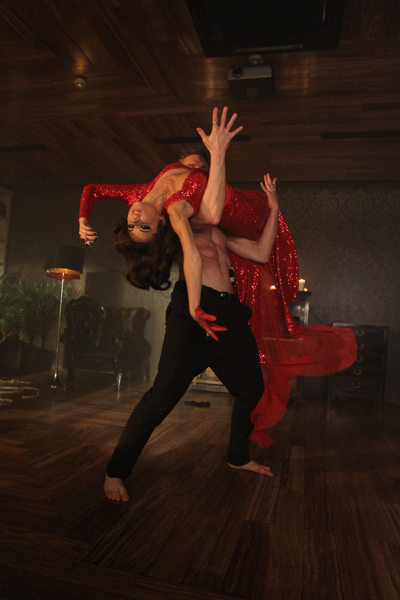
Анна Плетнёва и её партнёр по клипу Михаил; Исполняют танец, вдохновлённый клипом Мадонны «Vogue».

Видео начинается со сцены в помпезно обставленной комнате с огромным количеством свечей. Посередине помещения стоит стул, на котором сидит связанный мужчина (его играл член танцевального коллектива группы — Михаил), а Анна Плетнёва сидит на пианино, одетая в декольтированное алое платье. Здесь она примеряет на себя образ голливудской дивы 1960-х годов. Когда начинает звучать песня, Анна Плетнёва предстаёт в новом образе — монахини в латексном костюме. Она молится перед портретом своего избранника. Певица встаёт в различные позы перед пианино и создаётся эффект того, что её фотографирует камера. На словах «Do you wanna dance with me?» Анна срывает с головы своего пленника повязку и показываются кадры, где она танцует в клубе. Далее артистка исполняет танец перед мужчиной.
Когда начинает звучать первый куплет, Плетнёва складывает руки в молитве и поёт первые строчки песни. Пр этом продолжаются кадры, где она танцует на пианино, в клубе, а также начинает развязывать мужчину на стуле. Когда звучит первый куплет, показываются преимущественно кадры танцев в клубе, где появляется Светлана Иванова и танцевальная команда.
При звучании второго куплета в кадре появляется Алексей Романоф в роли дворецкого. Он подносит Анне на подносе в стеклянном сосуде мышь. Плетнёва изображает, что собирается её съесть, что стало метафорическим выражением того, что она перевоплотилась в женщину-кошку. При строчках: «В моём роду были кошки», — певица показана с котом, сидящим у неё на коленях. При втором припеве «пленник» Анны уже развязан и они вместе начинают танцевать. В конце припева Алексей Романоф подносит Анне синий напиток в бокале, который певица выпивает, вследствие чего её глаза становятся похожими на кошачьи. Далее показываются кадры танца в клубе и кадры, где Анна проглатывает медальон с изображением знака доллара. В конце клипа показывается, что Плетнёва в образе монахини молилась портрету Романа Абрамовича, вокруг которого раскиданы золотые украшения.

### Обзоры

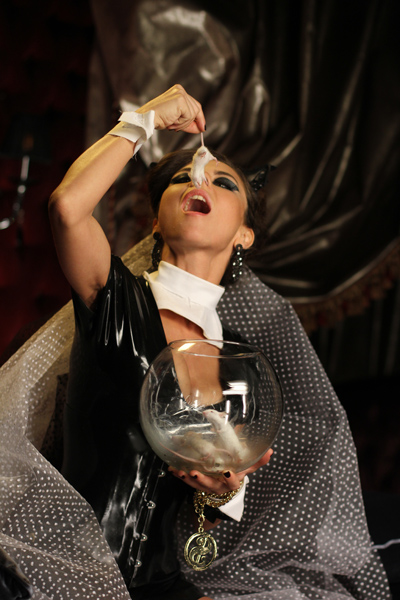
Анна Плетнёва в образе женщины-кошки.

Александр Савчков отмечал, что в клипе Анна Плетнёва предстала «в роли настоящей женщины-кошки, коварной соблазнительницы, обожающей красные платья и черные силиконовые корсеты». Было также отмечено, что в клипе показана хорошая хореография. Яков Золотов из Dreamiech.ru написал, что «После грустной сказки „Микки“ Алексей, Анна и Светлана решили примерить на себя более ироничный образ… Главная героиня в исполнении Анны Плетнёвой показывает зрителю, на что готова девушка ради того, чтобы привлечь к себе внимания избранника». При этом была отмечена неплохая ирония клипа, хорошая танцевальная постановка. В целом автор отметил: «Вы можете как угодно относиться к творчеству „Винтажа“, но вам придётся признать, что эти трое на сегодняшний день являются одними из самых любимых артистов на российской эстраде — за то, что регулярно выдают запоминающийся музыкальный продукт и за то, что умеют относиться к себе с определённой иронией».
Клип также часто сравнивался с видео Леди Гаги на песню «Alejandro». На сайте Mail.ru писали: «Посмотрите […] новое видео „Роман“. Ничего не напоминает? Всё та же спальня, алтарь, танцы в компании балета… вот только вместо Алехандро наш родной Роман. И не какой-нибудь Роман, а сам Абрамович». Анна Матвеева из Starland.ru также провела параллели между двумя клипами. Она отмечала: «…тем, кому надоело любоваться прелестями Lady GaGa и её сверхспособностями к заглатыванию предметов в клипе „Аlejandro“, можно посоветовать повнимательней приглядеться к последнему клипу бурлеск-группы „Винтаж“ на песню „Роман“. Очаровательная Анна Плетнёва, ничуть не морщась, продолжает дело Стефании — воодушевленно глотает золотой кулон, висящий у неё на шее…». При этом журналистка отмечала, что удивляться не стоит, так как участники группы заявляли, что являются поклонниками Леди Гаги.
Дмитрий Ранцев из Lifenews.lv также писал о том, что группа заимствовала некоторые моменты из клипа Гаги. «В привычную гламурность создатели визуально-музыкального произведения добавили щепотку скандала. А для актуальности воспользовались ужимками певицы Lady Gaga», — отмечал автор. При этом он указал на то, что сама Леди Гага вторична «по отношению к опытам поп-постмодерна 90-х», а значит и первичность произведения «Винтаж» — «по определению вне поля артикуляции». Алексей Романоф ответил на мнения критиков на своей промостранице на сайте «Вконтакте»:

Лейтмотивом танца Ани и Миши послужил клип Мадонны «Vogue» 1991 года выпуска, а танец с девушками вдохновила хореография Бейонсе. Вы меня достали с Гагой. Я не виноват, что она берёт референсы для своих творческих идей там же, где и я) Про образы: это глубокие 60-е. Одри Хепбёрн и Софи Лорен! И ещё: мы боремся со стереотипами, пытаемся заставить задуматься людей, а людям проще всего вырвать из контекста фразу, привязать её к чему-то понятному и знакомому и как следствие — сравнить. Весь новый альбом будет об этом!— Алексей Романоф
Видеоклип вошёл в список самых популярных российских музыкальных видео, составленных сайтом «Карта Музыки» на основании данных просмотров на канале «Ello» на YouTube. Видео заняло шестую строчку самых просматриваемых клипов российских исполнителей с 3 804 434 просмотрами за семь месяцев после релиза. К октябрю 2011 года видео собрало более семи миллионов просмотров, а к концу года вошло в топ-5 самых просматриваемых русскоязычных клипов, с чуть менее чем восемью с половиной миллионами просмотров. На первой церемонии вручения наград телеканала RU.TV, клип «Роман» был номинирован в категории «Фантастиш» (за самое креативное и сексуальное видео).

## Исполнение

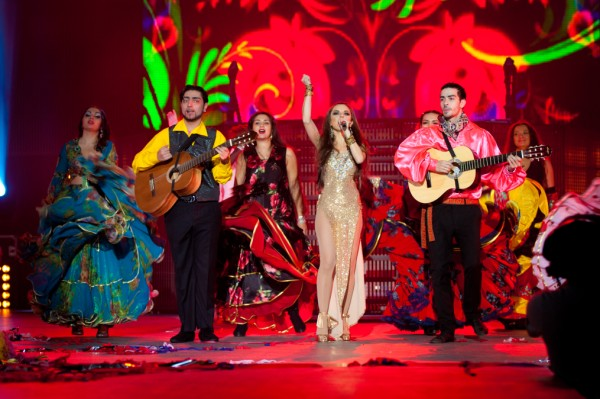
Во время исполнения песни на концерте в Москве к группе присоединился цыганский хор.

Первоначально песня была исполнена на концерте «Беларусь открыта миру», проходившем 25 октября 2010 года во «Дворце спорта» в Минске. Песня была исполнена вместе с композициями «Victoria» и «Ева». Телевизионный эфир концерта состоялся 29 октября на канале Беларусь-ТВ. Кроме того, песня была исполнена на концертах «Горячая 10-ка Муза» и «Новый Год На Музе». В «20-ке лучших песен 2010 года» по версии телевизионной программы «Прожекторпэрисхилтон», по мнению Михаила Марголиса из газеты «Известия», «Винтаж» изложили «свой „Роман“ под мизансцену в духе „садо-мазо“». 12 февраля 2011 года песня была исполнена на концерте «Big Love Show» в СК «Олимпийский» (Москва). Группа исполнила композицию совместно с цыганским хором. Как писали о концерте в прессе: «Цыганский табор за кулисами „BIG LOVE SHOW“ не давал покоя ни артистам, ни представителям прессы. Вопреки ожиданиям, табор ушёл не в небо, а отправился на сцену вместе с группой „Винтаж“». В апреле 2011 года песня была исполнена на телевизионном шоу «Фабрика звёзд. Возвращение». Композиция исполнялась совместно с группой «Фабрика». 3 июня 2011 года группа исполнила песню в ходе церемонии вручения наград премии Муз-ТВ.
Песня была включена в сет-лист третьего концертного тура группы «История плохой девочки». Во время концерта в московском «Крокус Сити Холле», номер к композиции был идентичен выступлению на премии Муз-ТВ, где «Винтаж» исполняли песню с цыганским хором.

## Список композиций
- Цифровой сингл[44]

| №  | Название | Автор(ы)                           | Длительность |
| -- | -------- | ---------------------------------- | ------------ |
| 1. | «Роман»  | Александр Сахаров, Алексей Романоф | 3:41         |

- Радиосингл[45]

| №  | Название | Автор(ы)                           | Длительность |
| -- | -------- | ---------------------------------- | ------------ |
| 1. | «Роман»  | Александр Сахаров, Алексей Романоф | 3:43         |

## Участники записи
В создании и записи композиции приняли участие следующие музыканты:
- Алексей Романоф — музыка, текст, аранжировка, саунд-продюсирование, бэк-вокал
- Александр Сахаров — музыка, текст, аранжировка, сведение, мастеринг, саунд-продюсирование
- Анна Плетнёва — саунд-продюсирование, вокал

## Чарты
| Страна/территория (Чарт)                    | Высшая Позиция |
| ------------------------------------------- | -------------- |
| СНГ (Tophit Топ-100 по заявкам)             | 2              |
| СНГ (Tophit Общий Топ-100)                  | 3              |
| Россия (Tophit Российский Топ-100)          | 9              |
| Россия (Tophit Московский Топ-100)          | 6              |
| Россия (Tophit Санкт-Петербургский Топ-100) | 11             |
| Россия (2М Топ 10. Цифровые треки)          | 8              |
| Украина (Tophit Украинский Топ-100)         | 6              |
| Украина (Tophit Киевский Топ-100)           | 8              |

| Страна/территория (Чарт, 2010)                   | Высшая Позиция |
| ------------------------------------------------ | -------------- |
| СНГ (Tophit Общий Топ-200)                       | 61             |
| СНГ (Tophit Общий Топ-200. Русскоязычные синглы) | 25             |
| СНГ (Tophit Топ-200 по заявкам)                  | 36             |

| Страна/территория (Чарт, 2011)                   | Высшая Позиция |
| ------------------------------------------------ | -------------- |
| СНГ (Tophit Общий Топ-200)                       | 60             |
| СНГ (Tophit Общий Топ-200. Русскоязычные синглы) | 21             |
| СНГ (Tophit Топ-200 по заявкам)                  | 28             |
| Россия (Tophit Российский Топ-200)               | 21             |
| Россия (Tophit Московский Топ-200)               | 91             |
| Россия (Tophit Санкт-Петербургский Топ-200)      | 119            |
| Украина (Tophit Украинский Топ-200)              | 38             |
| Украина (Tophit Киевский Топ-200)                | 56             |

## Награды и номинации
| Год  | Награда           | Номинированная работа | Категория | Результат |
| ---- | ----------------- | --------------------- | --------- | --------- |
| 2011 | Премия RU.TV      | Видеоклип «Роман»     | Фантастиш | Номинация |
| 2011 | Золотой граммофон | «Роман»               | Песня     | Победа    |

### Рейтинги
| Издание | Страна | Рейтинг                                                       | Год  | Источник |
| ------- | ------ | ------------------------------------------------------------- | ---- | -------- |
| Muz.ru  | Россия | «100 лучших песен 2010» (93 место)                            | 2010 | [ 22 ]   |
| Muz.ru  | Россия | «Лучшая песня 2010» (пользовательское голосование) (14 место) | 2010 | [ 23 ]   |